# Biollet
Biollet ist eine französische Gemeinde mit 317 Einwohnern (Stand 1. Januar 2022) im Département Puy-de-Dôme in der Region Auvergne-Rhône-Alpes (vor 2016 Auvergne). Die Gemeinde gehört zum Arrondissement Riom und zum Kanton Saint-Éloy-les-Mines (bis 2015 Saint-Gervais-d’Auvergne). Die Einwohner werden Biolletais genannt.

## Lage
Biollet liegt etwa 33 Kilometer westnordwestlich von Riom und etwa 43 Kilometer nordwestlich von Clermont-Ferrand. An der südwestlichen Gemeindegrenze verläuft das Flüsschen Chevalet, das zum Sioulet entwässert. Umgeben wird Biollet von den  Nachbargemeinden Espinasse im Norden, Saint-Priest-des-Champs im Osten, Miremont im Südosten sowie Charensat im Süden und Westen.

## Bevölkerungsentwicklung
| Jahr                       | 1962 | 1968 | 1975 | 1982 | 1990 | 1999 | 2006 | 2013 |
| Einwohner                  | 510  | 478  | 432  | 404  | 376  | 389  | 379  | 327  |
| Quellen: Cassini und INSEE |      |      |      |      |      |      |      |      |

## Sehenswürdigkeiten
- Kirche Saint-Pierre aus dem 11. Jahrhundert, Monument historique

## Weblinks

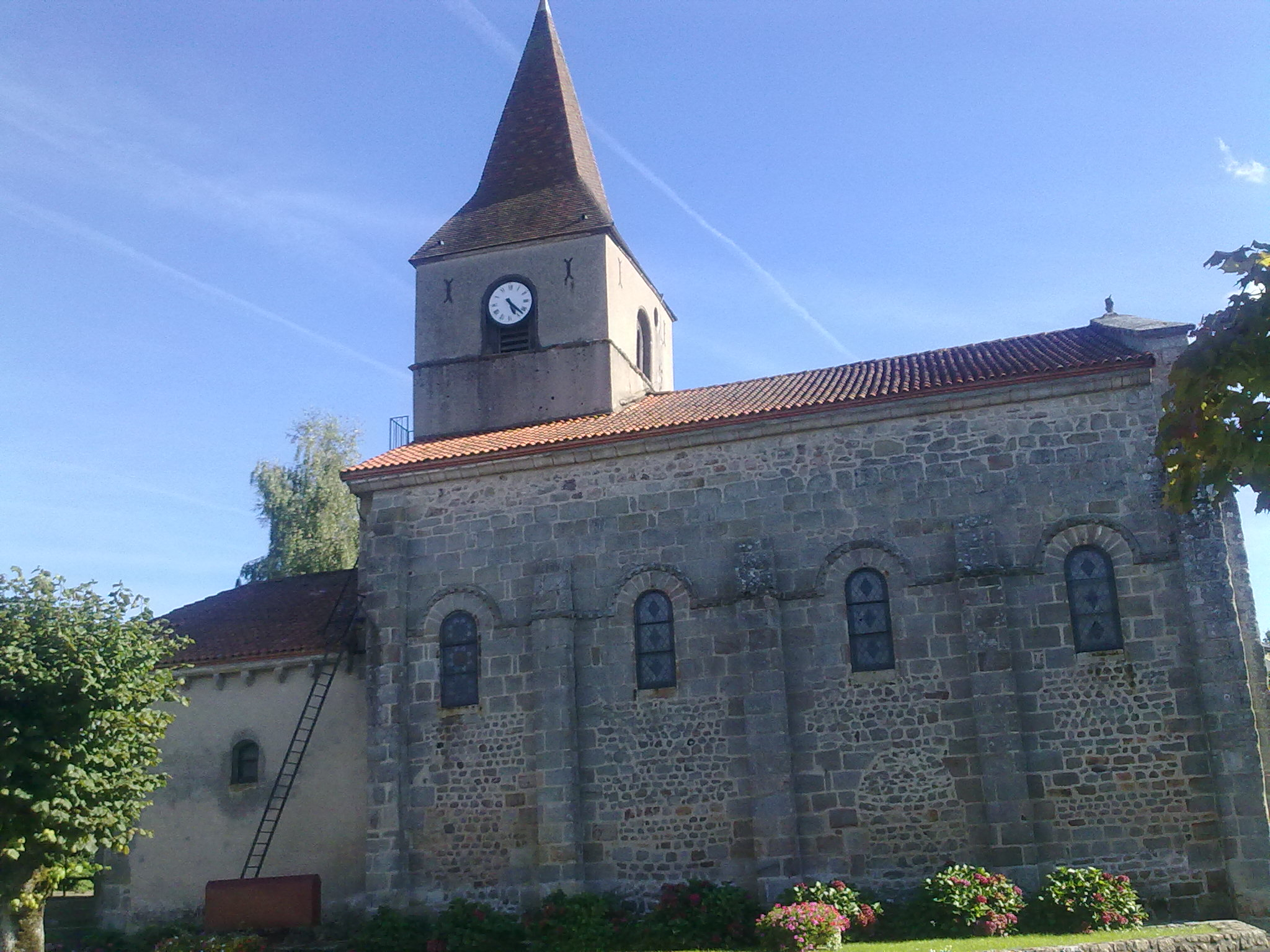
Kirche Saint-Pierre